# Centro de Interpretación del Arte Mudéjar
El Centro de Interpretación del Arte Mudéjar es un museo situado en la iglesia de San Martín de la villa segoviana de Cuéllar (España).

## El centro
Fue inaugurado en el año 1999, y se trata de un centro pionero en España dedicado al arte mudéjar, en el que se pretende a través de un espectáculo de luz y sonido trasladar al visitante a los siglos altomedievales, para conocer de la mano de dos voces del tiempo el inicio de la construcción del templo.
Se trata de otra forma de dar a conocer la historia, al arte y la arquitectura de una época, de sus gentes y su cultura mediante una serie de paneles o espacios dedicados a la cultura de frontera, a la representación de la vida a través del fuego y de la luz o los materiales utilizados para la construcción del mudéjar.
En el centro se reflejan las tres culturas medievales, que convivieron en la villa durante siglos: la comunidad musulmana, que aparece representada en la construcción del propio edificio; la judía, simbolizada con las llaves de propias sus casas, bienes que no pudieron llevarse consigo tras las expulsión pero sí el medio de abrir sus puertas, y otros objetos de su culto como una menorah; y la cristiana, a quienes fue destinado.